# Saarland
Saarland er en tysk delstat  med et areal på 2.570 km² og 1.012.141 (31.12.2024) indbyggere. Hovedstaden er Saarbrücken. Delstaten grænser til Frankrig i syd, Luxembourg i vest og Rheinland-Pfalz i nord og øst. Saarland er, når man ser bort fra bydelsstaterne, arealmæssigt  den mindste af Tysklands delstater.
Den er opkaldt efter floden Saar, som er en biflod til Mosel og flyder gennem delstaten fra syd til nordvest. De fleste indbyggere lever i og omkring hovedstaden Saarbrücken ved den franske grænse.

## Historie
Delstaten blev etableret i 1920 og omfatter dele af den tidligere preussiske Rheinprovins og Rheinpfalz. Efter 1. verdenskrig blev området sat under administration af Folkeforbundet, i realiteten Frankrig. Ifølge Versaillestraktaten så skulle området på et tidspunkt have en folkeafstemning, om hvorvidt landet ville blive ved med at høre til Tyskland, eller om det ville vælge Frankrig, da Frankrig allerede havde taget områder syd for Saarland. Det skete den 13. januar 1935, hvor 90,3 % stemte for at forblive tysk.
Efter 2. verdenskrig lå Saarland i den franske besættelseszone. I 1947 blev området selvstyrende med egen forfatning, men det var økonomisk knyttet til Frankrig. Efter en folkeafstemning 23. oktober 1955 blev landet dog 1. januar 1957 tilsluttet Forbundsrepublikken Tyskland som dennes 11. delstat. Indførelsen af D-marken fulgte 7. juli 1959.

### Mest folkerige kommuner
| Kommune        | Kreis                    | Indbyggertal 31. december 2000 | Indbyggertal 31. december 2006 |
| -------------- | ------------------------ | ------------------------------ | ------------------------------ |
| Saarbrücken    | Stadtverband Saarbrücken | 183.257                        | 177.870                        |
| Neunkirchen    | Neunkirchen              | 50.882                         | 49.055                         |
| Homburg        | Saarpfalz-Kreis          | 45.769                         | 44.043                         |
| Völklingen     | Stadtverband Saarbrücken | 42.990                         | 40.453                         |
| Sankt Ingbert  | Saarpfalz-Kreis          | 39.971                         | 38.259                         |
| Saarlouis      | Saarlouis                | 38.182                         | 38.189                         |
| Merzig         | Merzig-Wadern            | 30.869                         | 30.885                         |
| Sankt Wendel   | Sankt Wendel             | 27.303                         | 26.967                         |
| Blieskastel    | Saarpfalz-Kreis          | 23.149                         | 22.800                         |
| Dillingen/Saar | Saarlouis                | 21.444                         | 21.431                         |
| Lebach         | Saarlouis                | 21.060                         | 20.388                         |
| Püttlingen     | Stadtverband Saarbrücken | 20.682                         | 20.552                         |
| Heusweiler     | Stadtverband Saarbrücken | 20.166                         | 20.002                         |

## Administrativ opdeling

### Landkreise
| Kreis                        | Administrationsby | Bilregistreringsbogstaver | Areal i km² |
| ---------------------------- | ----------------- | ------------------------- | ----------- |
| (1) Landkreis Merzig-Wadern  | Merzig            | MZG                       | 555,12      |
| (2) Landkreis Neunkirchen    | Ottweiler         | NK (früher OTW)           | 249,21      |
| (3) Stadtverband Saarbrücken | Saarbrücken       | SB und VK                 | 410,62      |
| (4) Landkreis Saarlouis      | Saarlouis         | SLS                       | 459,08      |
| (5) Saarpfalz-Kreis          | Homburg           | HOM und IGB               | 418,52      |
| (6) Landkreis St. Wendel     | St. Wendel        | WND                       | 476,09      |

## Saarlands ministerpræsidenter
Regeringschefer i Saarland fra 1945:
- 1945 – 1946: Hans Neureuther (1901-1953) Udpeget af den franske regering som regeringspræsident i Saarland
- 1946 – 1947: Erwin Müller (1906-1968) Formand for en Forvaltningskommission

Ministerpræsidenter efter ikrafttræden af Saarlands forfatning i 1947:
- 1947 – 1955: Johannes Hoffmann (1890-1967) (CVP-Christliche Volkspartei des Saarlandes)
- 1955 – 1956: Heinrich Welsch (1888-1976) (partiløs) Ministerpræsident 23. 0ktober 1955 til 10. januar 1956.
- 1956 – 1957: Hubert Ney (1892-1984)(CDU)
- 1957 – 1959: Egon Reinert (1908-1959)(CDU)
- 1959 – 1979: Franz Josef Röder (1909-1979)(CDU)
- 1979: Werner Klumpp (1928-2021)(FDP) Viceministerpræsident. Ministerpræsident 26. juni-5. juli 1979 efter Röders død.
- 1979 – 1985: Werner Zeyer (1929-2000)(CDU)
- 1985 – 1998: Oskar Lafontaine (1943-)(SPD)
- 1998 – 1999: Reinhard Klimmt (1942-)(SPD)
- 1999 – 2011: Peter Müller (1955-)(CDU)
- 2011 – 2018: Annegret Kramp-Karrenbauer (1962-)(CDU)
- 2018 - 2022: Tobias Hans (1978-)(CDU)
- Siden 2022: Anke Rehlinger (1976-)(SPD)